# ウェスティンホテル東京
- マリオット・インターナショナル > ウェスティン・ホテルズ&リゾーツ > ウェスティンホテル東京
- 恵比寿ガーデンプレイス > ウェスティンホテル東京

ウェスティンホテル東京（ウェスティンホテルとうきょう、The Westin Tokyo）は、東京都目黒区三田にあるホテル。マリオットインターナショナルのグループホテルである。

## 概要
サッポロビール（現：サッポロホールディングス）が工場跡地に整備した複合施設「恵比寿ガーデンプレイス」内に1994年（平成6年）10月14日に開業した。
ヨーロピアンクラシック調で統一され、標準タイプで42平方メートルの広さを有する。スイートルームを含む445室。16階から21階は、ウェスティン・エグゼクティブ・クラブ。7つのレストラン、ラウンジバー、スパ、フィットネスジムを併設。
館内にはエグゼクティブ クラブ ラウンジがあり、エグゼクティブ クラブ フロアの宿泊者へのチェックイン／チェックアウトサービス、ブレックファストサービス、ティーサービス、イブニングカクテル、秘書業務＆ビジネスサポートなどを提供している。開業当初より17階に置かれていたが、後述のリニューアルにより最上階（22階）に移設される。プラチナエリート以上のマリオット会員もクラブラウンジを利用できる
またホテル2階にある中国レストラン「龍天門」は、ミシュランガイド東京・横浜・鎌倉2011において、2年連続一つ星を獲得している。
2008年（平成20年）6月11日から同月13日まで、G8司法・内務大臣会議の会場として使用された。
2023年（令和5年）10月から12月にかけて開業以来初の大規模なリニューアルを実施。前述の通りエグゼクティブクラブラウンジを従来の17階から22階に移設する他、ロビーと一部のレストランのリニューアルも行う。これに伴い、開業以来営業を続けていたフランス料理「ビクターズ」とスカイラウンジ「コンパスローズ」は同年8月20日に閉店した。同年12月4日に「コンパスローズ」の後継となる新たなスカイバー「エスカリエ」が開業する他、「ザ・テラス」に併設されていたペストリーブティック「ウェスティン・デリ」も「パティスリー・バイ・ウェスティン東京」として移設・独立する。また、17階のラウンジがあった場所には客室が7室新設され、客室数は開業当時の438室から445室に増加した。

## 運営会社
運営は、マリオット・インターナショナルが行う。

### 所有者の変遷
開業時はサッポロの子会社・恵比寿ガーデンプレイス（現：サッポロ不動産開発）が所有していたが、2004年（平成16年）12月1日に442億5,500万円で、モルガン・スタンレー系不動産投資ファンド・銀座ホールディング特定目的会社へ売却した。
2008年（平成20年）2月26日、モルガン・スタンレーはシンガポール政府投資公社傘下のGICリアル・エステートに運営会社と不動産を約770億円で売却した。
2019年（令和元年）12月、GICは中国系の投資会社、ブライト・ルビーに土地と建物を約1000億円で売却した。

## 施設
- 鉄板焼「恵比寿」
- スカイバー「エスカリエ」
- 中国料理「龍天門」
- 日本料理「舞」
- レストラン「ザ・テラス」
- エグゼクティブバー「ザ・バー」
- ロビーラウンジ「ザ・ラウンジ」
- テイクアウト「パティスリー・バイ・ウェスティン東京」
- エステティックサロン「ル・スパ・パリジエン」
- ウェスティン ワークアウトジム

など

### かつて存在した施設
- フレンチレストラン「ビクターズ」- 2023年8月20日閉店
- スカイラウンジ「コンパスローズ」- 2023年8月20日閉店
後継店舗として「エスカリエ」が開業。

## テレビ番組
- 日経スペシャル ガイアの夜明け 東京ホテル戦争に勝ち残れ!（2003年7月29日、テレビ東京）[7]。